# SK Slavia Praha
O Slavia Praga ou Slavia de Praga (nome completo em tcheco: Sportovní klub Slavia Praha - Fotbal A.S.) é um dos principais clubes de futebol da República Tcheca, com sede na cidade de Praga, capital do país, onde foi fundado em 31 de maio de 1892, sendo um dos clubes tchecos de futebol mais antigos.

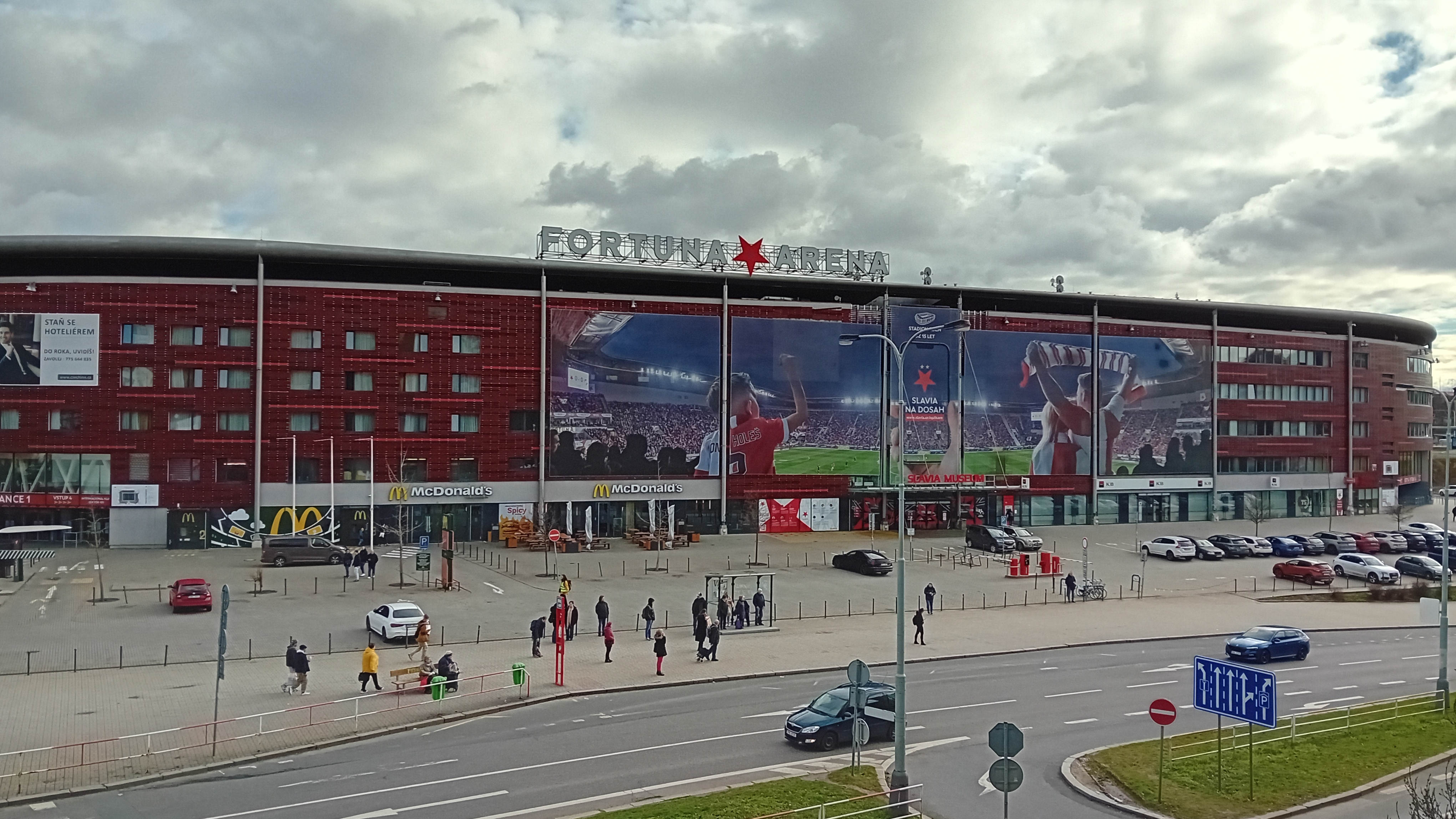
Fortuna Arena para 21.000 pessoas.

Tem como seu principal rival o Sparta Praga. O clássico, considerado como a maior rivalidade do país, é conhecido como Derbie S, Derbi de Praga ou Derbie de Praga S.
Os símbolos do clube são:
- Cor branca: Jogo limpo e ideal olímpico;
- Cor vermelha: Representa o coração;
- Estrela vermelha: Simboliza a esperança e a boa mente.

O fato de a camiseta ser metade branca e metade vermelha simboliza a dicotomia da vida.
O clube atualmente manda seus jogos na Fortuna Arena, em Praga, que tem capacidade para 21.000 espectadores, inaugurado em 7 de maio de 2008. É considerado o estádio futebolístico mais moderno do país. Anteriormente, sua sede era no Stadion Evžena Rošického.
A empresa que controla o clube, a ENIC Sports Ltd, também controla clubes importantes na Europa como o Tottenham e o AEK Atenas.

## História
Em seu início, venceu inúmeros campeonatos e copas na região da Boêmia, até mais que o principal rival Sparta Praga. Na Copa do Mundo de 1934, a vice-campeã Tchecoslováquia possuia 8 jogadores do Slavia em seu elenco. Entre 1905 e 1930, a equipe era uma sensação europeia, tendo vencido 134 das 169 partidas que disputou.
Na primeira metade do século XX, era o clube tcheco mais vitorioso, cujos títulos incluíam uma Copa Mitropa, principal torneio europeu da época, no ano de 1938;[carece de fontes?] o torneio reunia clubes da Europa Central (Mittel Europa, em alemão, daí o nome). Na ocasião, eliminou nas quartas-de-final a Internazionale com avassaladores 9 a 0 em Praga, antes de perder por 3 a 1 na Itália. Na semifinal, passou pelo então poderoso Genoa, perdendo por 4 a 2 na Itália, mas ganhando por 4 a 0 na Tchecoslováquia. Na final, venceu o Ferencváros. Na capital tcheca, o jogo empatou em 2 a 2, porém na Hungria os tchecos venceram por 2 a 0, garantindo o título.[carece de fontes?] O clube já havia sido vice-campeão na terceira edição do torneio, perdendo em 1929 a final para o Újpest, da Hungria.[carece de fontes?]
Os anos de sucesso duraram até a instauração do regime comunista no país. Por sua origem na classe intelectual e estudantil, o Slavia foi perseguido pelo governo, e seus melhores jogadores foram forçados a atuar por outro time da cidade, o Dukla Praga. O Slavia, que havia faturado dez campeonatos tchecoslovacos antes do comunismo, faturou apenas mais um, em 1947,[carece de fontes?] e nas décadas seguintes viveu grande decadência, chegando a disputar a segunda divisão. O clube só foi se reafirmar após o fim do comunismo. Quando venceu o campeonato tcheco de futebol de 1996, quebrou um jejum de praticamente meio século sem títulos.
Todavia, nos anos seguintes viveria na dominação do arquirrival Sparta, que se consolidara como principal equipe tcheca com as decadências do Slavia e do Dukla. A equipe alvirrubra viu o rival faturar dez títulos na liga até voltar a vencê-la, em 2008, sendo bicampeã em 2009, recuperando o equilíbrio com o Sparta no que se refere aos campeonatos tchecos: considerando os torneios da região disputados na época austro-húngara e os ocorridos à época do Protetorado da Boêmia e Morávia (estado-fantoche correspondente à atual República Tcheca durante a Segunda Guerra Mundial), o Slavia é o maior vencedor, com quinze títulos, um a mais que o rival.[carece de fontes?]
Embora menos badalada que outras rivalidades europeias, o Derbie S é reconhecido como um dos clássicos mais ferozes do mundo. Em toda a sua história mais do que centenária - o primeiro encontro foi em 1896 -, apenas sete jogadores mudaram de um clube diretamente para o outro. A rixa não se limita ao futebol, ocorrendo também no hóquei sobre gelo, outro esporte dos mais tradicionais e populares na República Tcheca. Ambos os rivais têm equipes também nele.

## Desempenho internacional
Nos grandes torneios europeus, orgulha-se de ter chegado na semi-final da Copa da UEFA de 1995-96, eliminando pelo caminho clubes importantes como o francês Lens na terceira fase e a italiana Roma nas quartas-de-final, até perder para o Bordeaux, da França. Também chegou nas quartas-de-final na Copa da UEFA de 1999-00, quando perdeu para o Leeds United, da Inglaterra, após eliminar a italiana Udinese na fase anterior. Outro resultado de relevância foi as quartas-de-final da Taça dos Clubes Vencedores de Taças na temporada 1997-98. Foi eliminado pelo Stuttgart, da Alemanha, após vencer o francês Nice na fase anterior.
Já na Liga dos Campeões da UEFA, seu melhor momento foi na temporada 2007/08, quando eliminou o grande Ajax, do Países Baixos, e se classificou para a fase de grupos, onde ficou em terceiro no grupo H, atrás de Sevilla e Arsenal, mas à frente do Steaua Bucareste, indo assim às 1/16 avos de final (ou oitavas de final) da Copa da UEFA na mesma temporada, quando foi eliminado pelo Tottenham Hotspur.

## Elenco atual
Atualizado em 15 de julho de 2025.

## Uniformes

### Uniformes atuais
- 1º - Camisa dividida em vermelho e branco, calção branco e meias azuis;

- 2º - Camisa preta, calção e meias pretas;

- 3º - Camisa amarela, calção e meias amarelas.

| Primeiro | Segundo | Terceiro |

### Uniformes anteriores
- 2017-18

| Primeiro | Segundo |

- 2016-17

| Primeiro | Segundo |

## Jogadores
O principal jogador da história do clube provavelmente é o austríaco (depois naturalizado tcheco) Josef Bican, um dos maiores goleadores de todos os tempos, que em 8 temporadas pelo clube marcou 533 gols em 274 partidas oficiais.
Outros jogadores importantes foram os tchecos František Plánička (goleiro que disputou 969 partidas pelo clube de 1923 até 1939), Patrik Berger, Karel Poborský, Pavel Kuka e Vladimír Šmicer.

## Nomes
- 1892 - SK ACOS Praha (Sportovní klub Akademický cyklistický odbor Slavia Praha)
- 1893 - SK Slavia Praha (Sportovní klub Slavia Praha)
- 1948 – SK Sokol Slavia Praha (Sportovní klub Sokol Slavia Praha)
- 1949 – ZSJ Dynamo Slavia Praha (Základní sportovní jednota Dynamo Slavia Praha)
- 1953 – DSO Dynamo Praha (Dobrovolná sportovní organizace Dynamo Praha)
- 1954 – TJ Dynamo Praha (Tělovýchovná jednota Dynamo Praha)
- 1965 – SK Slavia Praha (Sportovní klub Slavia Praha)
- 1973 – TJ Slavia Praha (Tělovýchovná jednota Slavia Praha)
- 1977 – TJ Slavia IPS Praha (Tělovýchovná jednota Slavia Inženýrské průmyslové stavby Praha)
- 1978 – SK Slavia IPS Praha (Sportovní klub Slavia Inženýrské průmyslové stavby Praha)
- 1991 – SK Slavia Praha (Sportovní klub Slavia Praha - Fotbal A.S.)

## Títulos
- Copa Mitropa: 1 (1938); *Torneio originalmente organizado por um comitê liderado por Hugo Meisl e as federações nacionais participantes.[6][7]
- Campeonato Tcheco: 13 (1913, 1940, 1941, 1942, 1943, 1996, 2008, 2009, 2017, 2019, 2020, 2021, 2025);
- Copa da Tchéquia:  11 (1941, 1942, 1945, 1974, 1997, 1999, 2002, 2018, 2019, 2021, 2023);
- Campeonato Tchecoslovaco: 9 (1925, 1929, 1930, 1931, 1933, 1934, 1935, 1937, 1947);
- Supercopa Tcheco-Eslovaca: 1 (2019).